# 7813 Андерсеріксон
7813 Андерсеріксон (1985 UF3, 1989 TA8, 1993 MR1, 7813 Anderserikson) — астероїд головного поясу, відкритий 16 жовтня 1985 року.
Тіссеранів параметр щодо Юпітера — 3,362.